# Alcalieto
Alcalietos são compostos químicos nos quais um metal alcalino é o ânion (isto é, carrega uma carga negativa). O aspecto mais interessante destas espécies é que sua descoberta contradiz a noção tradicional de que estes metais formariam sais sempre na qualidade de cátions. Também entre os metais alcalino-terrosos, pelo menos o bário provou ser capaz de formar alcalietos.

## A química "Normal": o caso do Na+
O sal de cozinha, ou cloreto de sódio Na+Cl−, ilustra o papel usual de um metal alcalino como o sódio: sua carga positiva é compensada pela do íon carregado negativamente na fórmula empírica deste composto iônico. A explicação tradicional para este fenômeno, válida também para os demais metais alcalinos, é que a perda de um eléctron do sódio elementar produzindo um cátion com uma carga positiva simples gera uma configuração eletrônica com uma camada de valência estável. Até a descoberta dos alcalietos, sempre se pensou que os metais alcalinos só seriam capazes de se ionizar formando cátions simples.

## Escopo dos alcalietos
Os alcalietos incluem Na−, K−, Rb−, and Cs−.  Estas espécies são denominadas sodieto ou natrieto, potassieto ou calieto, rubidieto, e cesieto, respectivamente. Ainda não foram descobertos os “litietos”, compostos contendo Li−  Os alcalietos conhecidos, discobertos a partir dos anos 70, são de excepcional interesse teórico devido à sua estequiometria inusitada e seus baixos potenciais de ionização.  Os alcalietos têm semelhanças com os electretos, sais que contêm eléctrons aprisionados com o papel de ânions.

## Exemplos
Um alcalieto típico é o sal de natrieto de sódio [Na(2,2,2-cript)]+Na−. Este sal contém tanto Na+ como Na−.  O criptante isola e estabiliza o Na+, evitando sua redução pelo Na−. Dímeros de sódio catiônico e aniônico também foram observados, tal como um sal  H+Na− conhecido como "hidreto de sódio invertido".
Normalmente, os alcalietos são termicamente instáveis devido à alta reatividade do ânion alcalieto, que é teoricamente capaz de quebrar a maioria das ligações covalentes, inclusive as ligações C-O de um criptante típico. A utilização de um ligante criptante especial permitiu isolar calietos e natrietos estáveis à tempetatura ambiente.